# 小見美幸
小見 美幸（おみ みゆき、1982年8月19日 - ）は、日本の女優。千葉県出身。身長164cm、血液型はAB型。劇団青年座所属。

## 出演作品

### テレビドラマ
- 篤姫
- 農家の嫁は弁護士4
- 鹿鳴館

### 吹き替え
- ボルジア家 愛と欲望の教皇一族（ジュリア・ファルネーゼ）

### 舞台
- 「絹の手ざわり〜縁〜」三越劇場
- 「天守物語」新国立劇場
- 「ブルータスな日々 あぁガス欠!」時事通信ホール
- 「同じ朝日の下で」新宿シアター・ミラクル
- モリエールシリーズVol.2 「セレブ気どり」シアター1010
- ろりえの復讐（2024年4月18日 - 24日、新宿シアタートップス）[3]
- バック・トゥ・ザ・うんちゃん〜ドライバーの消える日〜（2024年10月2日 - 6日、ザ・ポケット）[4]
- ワーニャおじさん（2025年4月10日 - 16日、下北沢駅前劇場）[5]
- 少女仮面（2025年6月11日 - 22日〈予定〉、下北沢ザ・スズナリ）[6]